# Ridder van Gratie en Devotie
Een Ridder, of Dame, van Gratie en Devotie is een lid van een ridderlijke orde, bijvoorbeeld de Orde van Malta. In de Nederlandse afdeling van deze orde behoren zij tot katholieke geslachten uit de adel en dragen zij een titel of predicaat van na 1855.
Soeverein ·
Grootmeester ·
Kanselier ·
Kapittel ·
Grootprior ·
Baljuw ·
Heraut ·
Wapenkoning ·
Ordeketen ·
Bijzondere Klasse ·
Grootkruis ·
Grootlint ·
Grootofficier ·
Commandeur ·
Officier ·
Ridder Grootkruis van Eer en Devotie ·
Rechtsridder ·
Ridder van Obediëntie ·
Ridder van Eer en Devotie ·
Ridder van Gratie en Devotie ·
Ridder van Magistrale Gratie ·
Eredame ·
Dame ·
Ridder ·
Lid ·
Expectant ·  
Medaille